# Rose Hills Memorial Park
Rose Hills Memorial Park är en begravningsplats i Whittier, Kalifornien. Platsen ägs och underhålls av Service Corporation International.